# 共立女子大学建築・デザイン学部
共立女子大学建築・デザイン学部（きょうりつじょしだいがくけんちく・でざいんがくぶ、Faculty of Architecture and Desigh）は、共立女子大学に設置されている建築学とデザイン学の学部。
なお、関連する大学院は家政学研究科に建築・デザイン専攻が設けられており、合わせて紹介する。

## 沿革
- 1949年（昭和24年）共立女子大学開学。家政学部設置。被服学科と生活学科の2学科を擁する
- 1966年（昭和41年）共立女子大学大学院創設
- 1968年（昭和43年）家政学部に生活美術学科を設置
- 2007年（平成19年）大学・短期大学の再編を実施し、家政学部の生活美術学科の学生募集を停止し、建築・デザイン学科を設置
- 2011年（平成23年）大学院家政学研究科建築・デザイン専攻博士前期課程創設
- 2023年（平成25年）家政学部の建築・デザイン学科を母体に、建築・デザイン学部を開設

## 学部組織
建築・デザイン学部
- 建築・デザイン学科
  - 建築コース
    - 建築分野
    - インテリア分野
    - まちづくり分野

  - デザインコース
    - グラフィック分野
    - プロダクト分野

## 大学院
家政学研究科
- 建築・デザイン専攻
  - 建築研究分野
  - デザイン研究分野